# منطقة نغورونغورو المحمية

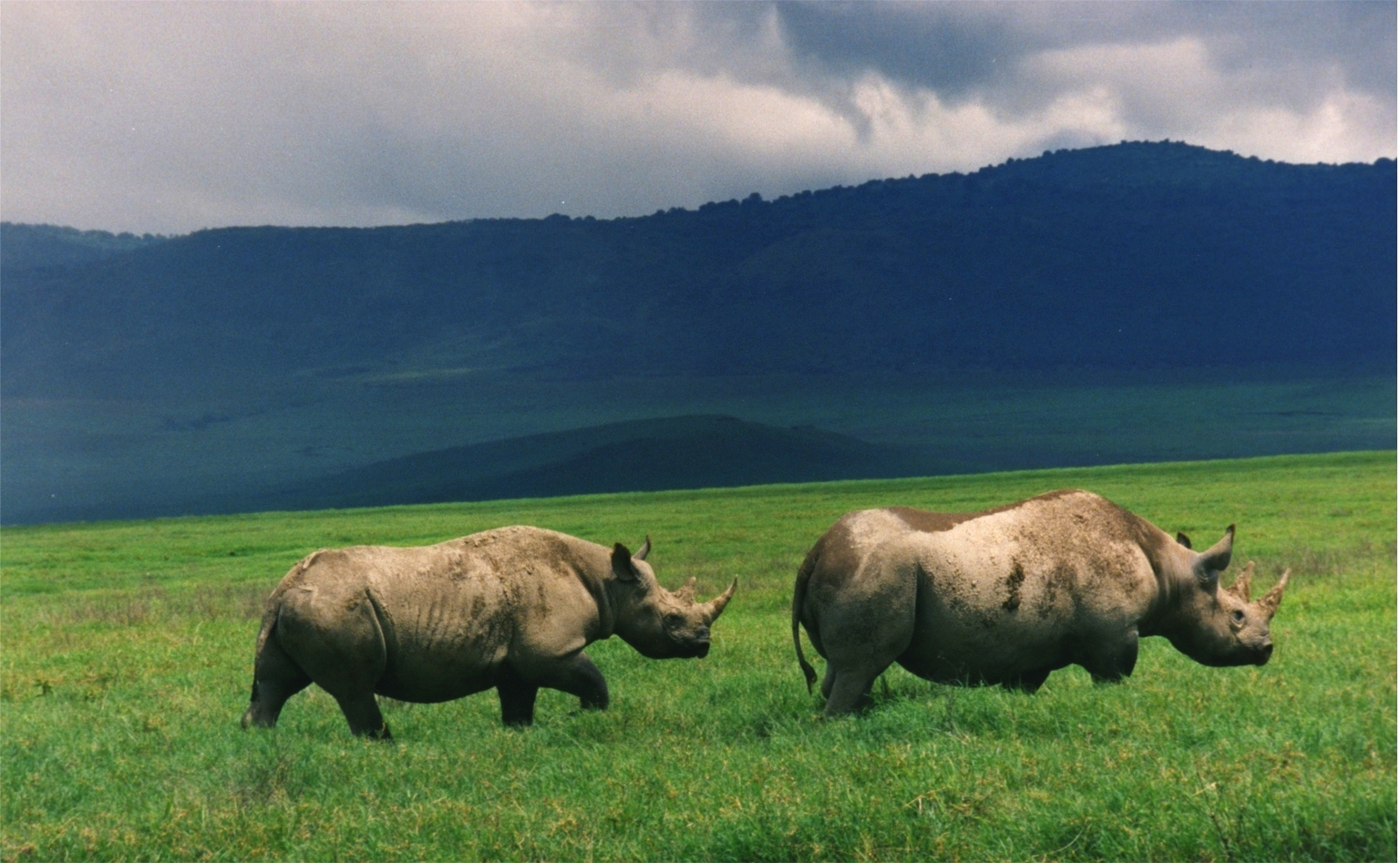
وحيدا قرنٍ أسودان في فوهة نجورونجورو.

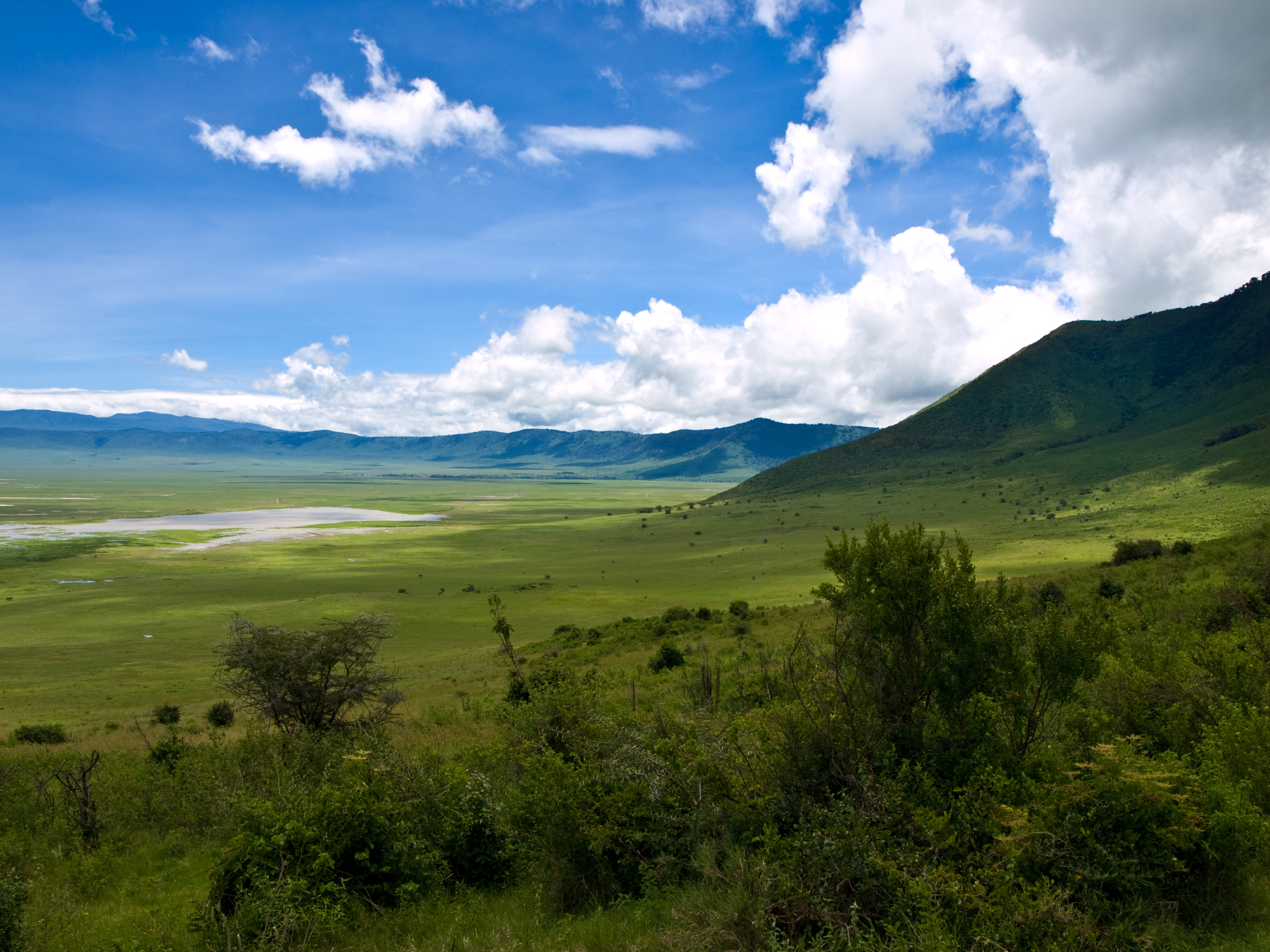
من داخل فوهة نجورونجورو.

منطقة نجورونجورو المحمية (بالإنجليزية: NCA) هي منطقة محمية وأحد المواقع المدرجة ضمن مواقع التراث العالمي التابعة لليونسكو والتي تقع في 180 كـم (110 ميل) غرب أروشا في منطقة مرتفعات كراتير في تنزانيا. وتخضع منطقة المحمية لإدارة هيئة منطقة محمية نجورونجورو، وهي ذراع تابع للحكومة التنزانية، وحدودها تتبع حدود تقسيم نجورونجورو التابع لمقاطعة نجورونجورو. وتقع نجورونجورو كرايتر، وهي عبارة عن فوهة (كالديرا) بركانية كبيرة، تقع داخل المنطقة.

## معلومات تاريخية وجغرافية
واستنادًا إلى آثار الحفريات التي تم العثور عليها في أولدوفاي جورج، بات من المعروف أن مختلف الأسلاف البشرية قد قطنت المنطقة لثلاثة ملايين سنة.
وحل الرعاة محل الصيادين قبل عدة آلاف عام. وقدم شعب مبولو قبل حوالي 2000 عام وانضم إليهم داتوجا عام 1700م تقريبًا. وقد تم إخراجهم من المنطقة من قِبل الماساي في أوائل القرن التاسع عشر الميلادي.
وتُعتبر أشجار التين الهائلة الموجودة في شمال غرب غابة ليراي مقدسة بالنسبة لشعب ماساي وشعب داتوجا. وربما قد تمت زراعة بعضها على قبر أحد زعماء داتوجا الذي توفي في معركة مع قبيلة ماساي عام 1840م تقريبًا.
وليس من المعروف أن أي من الأوروبيين قد وطأت قدماه الفوهة حتى عام 1892م، عندما زارها الدكتور أوسكار بومان (Oscar Baumann). وعمل شقيقان ألمانيان كمزارعين في الفوهة حتى اندلاع الحرب العالمية الأولى، بعد استئجار الأرض من إدارة شرق إفريقيا التابع لألمانيا. وأطلق الدكتور بومان الرصاص على ثلاثة من حيوان وحيد القرن أثناء الإقامة في منطقة الفوهة، واعتاد الشقيقان الألمانيان على تنظيم حفلات رماية لإمتاع أصدقائهم الألمان. وقد حاولوا أيضًا دفع قطعان الحيوانات البرية خارج الفوهة.
وكانت منطقة نجورونجورو في الأصل جزءًا من حديقة سيرنغيتي الوطنية عندما تم إنشاؤها من قِبل البريطانيين عام 1951م. وظلت قبيلة ماساي تقطن في الحديقة التي تم إنشاؤها مؤخرًا حتى عام 1959م، عندما دفعت النزاعات المتكررة مع سلطات الحديقة بشأن استخدام الأرض البريطانيين إلى إخراجهم إلى منطقة محمية نجورونجورو التي تم الإعلان عنها مؤخرًا.
وتُعتبر هيئة منطقة محمية نجورونجورو هي السلطة المسؤولة عن تنظيم استخدام والوصول إلى منطقة محمية نجورونجورو. وأصبحت المنطقة ضمن مواقع التراث العالمي التابعة لليونسكو في عام 1979م.
وتمتع الأرض الموجودة في نطاق منطقة المحمية باستخدامات عدة: فهي فريدة من نوعها حيث إنها منطقة المحمية الوحيدة في تنزانيا التي توفر الحماية للحياة البرية مع السماح في نفس الوقت بالإقامة البشرية. ويتم التحكم في استخدام الأراضي لمنع الآثار السلبية على الحياة البرية. على سبيل المثال، يحظر القيام بالزراعة تمامًا باستثناء بعض زراعة الكفاف.
والمنطقة هي جزء من النظام البيئي لمنطقة سيرينجيتي، وإلى الشمال الغربي، تجاور حديقة سيرينجيتي الوطنية وكذلك تتاخم سهول سيرينجيتي الجنوبية، كذلك تمتد هذه السهول إلى الشمال لتصل إلى تقسيم لوليوندو غير الخاضع للحماية وتبقى مفتوحة للحياة البرية من خلال الرعي المتنقل الذي تقوم به قبيلة ماساي. ويُعتبر جنوب وغرب المنطقة مرتفعات بركانية، بما في ذلك فوهة نجورونجورو كرايتر الشهيرة ومنطقة إمباكاي الأقل شهرة. ويتم تحديد الحدود الجنوبية والشرقية تقريبًا بواسطة حافة جدار الوادي المتصدع العظيم، الذي يمنع أيضًا هجرة الحيوانات في هذه الاتجاهات.
وتمر هجرة الحيوانات ذات الحواف السنوية عبر منطقة محمية نجورونجورو، مع تحرك الحيوانات البرية والحمار الوحشي جنوبًا إلى المنطقة في ديسمبر والتحرك شمالاً في يونيو. وهذه الحركة تتغير موسميًا مع هطول الأمطار، ولكن الهجرة تجتاز تقريبًا السهول بأكملها بحثًا عن الطعام. وتتمتع منطقة محمية نجورونجورو بمجموعة صحية من معظم أنواع الحياة البرية: لا سيما، منطقة بحيرة ندوتو التي تقع في الغرب حيث إنها تضم أعداد كبيرة من الفهود والأسود.

## كتابات أخرى
- Ngorongoro Conservation Area at the UNEP World Conservation Monitoring Centre
- Tanzania Tourist Bureau website
- Ngorongoro Crater Safaris, Getting There, Treks and Culture
- Deocampo, D.M., 2004. Hydrogeochemistry in the Ngorongoro Crater, Tanzania, and implications for land use in a World Heritage Site. Applied Geochemistry, volume 19, p. 755-767
- Deocampo, D.M., 2005. Evaporative evolution of surface waters and the role of aqueous CO2 in magnesium silicate precipitation: Lake Eyasi and Ngorongoro Crater, northern Tanzania. South African Journal of Geology, volume 108, p. 493-504.

## وصلات خارجية
- "UNEP-WCMC World Heritage Site Datasheet" (PDF). مؤرشف من الأصل (pdf) في 2012-09-01.
- UNESCO World Heritage Site Datasheet
- Article about the Ngorongoro Crater